# لی بارو
لی بارو (انگلیسی: Lee Barrow؛ زادهٔ ۱ مهٔ ۱۹۷۳) بازیکن فوتبال اهل بریتانیا است.
از باشگاه‌هایی که در آن بازی کرده‌است می‌توان به باشگاه فوتبال تورکی یونایتد، باشگاه فوتبال گرزلی، باشگاه فوتبال استافورد رانجرز، باشگاه فوتبال نوتس کانتی، و باشگاه فوتبال لیک تاون اشاره کرد.